# На драйві
«На дра́йві» (англ. Baby Driver) — американсько-британський кримінально-комедійний фільм, знятий Едгаром Райтом. Фільм розповідає про юного водія, який опиняється втягнутим у пограбування. В Україні фільм вийшов у прокат у День Незалежності України, 24 серпня 2017 року.

## Синопсис
Док (Кевін Спейсі) змушує Бейбі (Енсел Елгорт), колишнього водія-втікача, взяти участь у пограбуванні, погрожуючи зашкодити його дівчині (Лілі Джеймс), якщо той відмовиться. Але план йде шкереберть, коли їхні торговці зброєю виявляються офіцерами під прикриттям.

## У ролях
- Енсел Елгорт — Бейбі
- Лілі Джеймс — Дебора
- Кевін Спейсі — Док
- Джеймі Фокс — Псих
- Джон Гемм — Мужик
- Ейса Гонсалес — Лялечка
- Джон Бернтал — Гріфф
- Флі — Едді
- Скай Феррейра — біологічна мати Бейбі

## Виробництво
Зйомки фільму почались 11 лютого 2016 року в Новому Орлеані та Атланті і закінчились 11 квітня того ж року.

## Критика
Фільм отримав схвальні відгуки від критиків. На агрегаторі рецензій Rotten Tomatoes фільм має 93% (на основі 310 відгуків) і середню оцінку 8/10. На Metacritic стрічка має середній бал 86 зі 100 (на основі 53 рецензій), що вважається загальним визнанням.

## Нагороди та номінації
| Список нагород та номінацій | Список нагород та номінацій | Список нагород та номінацій                 | Список нагород та номінацій                   | Список нагород та номінацій | Список нагород та номінацій |
| Кінофестиваль/Кінопремія    | Рік                         | Категорія                                   | Номінант(и)                                   | Результат                   | Дж                          |
| --------------------------- | --------------------------- | ------------------------------------------- | --------------------------------------------- | --------------------------- | --------------------------- |
| Премія «Золотий глобус»     | 7.01.2018                   | Найкраща чоловіча роль (комедія або мюзикл) | Енсел Елгорт                                  | Номінація                   | [ 8 ] [ 9 ]                 |
| Премія BAFTA                | 18.02.2018                  | Найкращий звук                              | Тім Кавагін, Мері Г. Елліс, Джуліан Слейтер   | Номінація                   |                             |
| Премія BAFTA                | 18.02.2018                  | Найкращий монтаж                            | Джонатан Амос, Пол Мачлісс                    | Перемога                    |                             |
| Премія «Оскар»              | 4.03.2018                   | Найкращий монтаж                            | Пол Мачлісс та Джонатан Амос                  | Номінація                   | [ 10 ]                      |
| Премія «Оскар»              | 4.03.2018                   | Найкращий звук                              | Джуліан Слейтер, Тім Кавагін та Мері Г. Елліс | Номінація                   | [ 10 ]                      |
| Премія «Оскар»              | 4.03.2018                   | Найкращий звуковий монтаж                   | Джуліан Слейтер                               | Номінація                   | [ 10 ]                      |